# Joseph-Breitbach-Preis
De Joseph-Breitbach-Preis is een Duitse literatuurprijs die sinds 1998 jaarlijks door de Mainzer Akademie der Wissenschaften und der Literatur en de Stiftung Joseph Breitbach (uit Vaduz, Liechtenstein) toegekend wordt aan een Duitstalige schrijver.
De prijs is gedoteerd met 50.000,- Euro en kan aan meerdere auteurs toegekend worden. Het prijsgeld wordt ter beschikking gesteld door de stichting die de Duitse schrijver, journalist en mecenas Joseph Breitbach in 1977 oprichtte.

## Prijswinnaars
- 2021 - Karl-Heinz Ott
- 2020 -	Nora Bossong
- 2019 -	Thomas Hettche
- 2018 -	Arno Geiger
- 2017 - Dea Loher
- 2016 - Reiner Stach
- 2015 - Thomas Lehr
- 2014 - Navid Kermany
- 2013 - Jenny Erpenbeck
- 2012 - Kurt Flasch
- 2011 - Hans Joachim Schädlich
- 2010 - Michael Krüger
- 2009 - Ursula Krechel
- 2008 - Marcel Beyer (voor zijn verzameld werk)
- 2007 - Friedrich Christian Delius
- 2006 - Wulf Kirsten
- 2005 - Georges-Arthur Goldschmidt
- 2004 - Raoul Schrott
- 2003 - Christoph Meckel, Herta Müller, Harald Weinrich
- 2002 - Elazar Benyoëtz, Erika Burkart, Robert Menasse
- 2001 - Thomas Hürlimann, Ingo Schulze, Dieter Wellershoff
- 2000 - Ilse Aichinger, W. G. Sebald, Markus Werner
- 1999 - Reinhard Jirgl, Wolf Lepenies, Rainer Malkowski
- 1998 - Hans Boesch, Friedhelm Kemp, Brigitte Kronauer